# فهرست قوللرآغاسی‌ها
قوللرآغاسی‌ها فرماندهٔ غلامان امپراتوری صفوی بودند. دارندهٔ این عنوان فدرتمندترین فرد نظامی در تمام حکومت صفوی بعد از قورچی‌باشی بود.

## فهرست قوللرآغاسی‌ها

### سلطنتشاه عباس یکم
- یولقلی بیگ (۱۵۹۰)
- الله‌وردی خان (۱۵۹۱)
- قرچغای خان (۱۶۱۷–۱۶۲۴)
- خسرو میرزا[الف] (۱۶۲۹–۱۶۳۲)

### سلطنتشاه صفی
- خسرو میرزا[ب] (۱۶۲۹–۱۶۳۲)
- سیاوش بیگ (۱۶۳۲–۱۶۵۵)

### سلطنتشاه عباس دوم
- سیاوش بیگ (۱۶۳۲–۱۶۵۵)
- الله‌وردی خان (۱۶۵۵–۱۶۶۳)
- جمشید خان (۱۶۶۳–۱۶۶۷)

### سلطنتشاه سلیمان
- جمشید خان (۱۶۶۳–۱۶۶۷)
- کی‌خسرو خان (قبل از ۱۶۹۳)
- منصور خان (قبل از ۱۶۹۳)
- عیسی بیگ (۱۶۹۳)
- اسلمس بیگ (۱۶۹۳–۱۶۹۵)

### سلطنتسلطان حسین
- اسلمس بیگ (۱۶۹۳–۱۶۹۵)
- موسی خان (۱۷۰۱)
- فتحعلی خان داغستانی (?-۱۷۱۵)
- صفی‌قلی خان (۱۷۱۵–۱۷۱۷)
- رستم خان (۱۷۱۷–۱۷۲۲)
- احمد آقا (1722)[پ]
- با کار میرزا (Shahnavaz) (1722)

### سلطنتشاه طهماسب دوم
- محمد علی خان (۱۷۲۴)
- محمد مؤمن بیگ (۱۷۳۰–۱۷۳۲)

### سلطنتشاه عباس سوم
- محمد مؤمن بیگ (۱۷۳۰–۱۷۳۲)
- رضا قلی خان (۱۷۳۳)
- محمدعلی (۱۷۳۴–۱۷۳۶)

## یادداشت
1. ↑  بعدها با نام رستم شناخته شد.
2. ↑  بعدها با نام رستم شناخته شد
3. ↑  'جای نشین قوللرآغاسی بود.